# Morêtel-de-Mailles
Morêtel-de-Mailles is een plaats en voormalige gemeente in het Franse departement Isère in de regio Auvergne-Rhône-Alpes en telt 327 inwoners (2004). De plaats maakt deel uit van het arrondissement Grenoble.

## Geschiedenis
Morêtel-de-Mailles fuseerde op 1 januari 2016 met de gemeente Saint-Pierre-d'Allevard tot de gemeente Crêts en Belledonne. Tot de gemeenteraadsverkiezingen van 2020 hadden de voormalige gemeenten de status van commune déléguée van de fusiegemeente.

## Geografie
De oppervlakte van Morêtel-de-Mailles bedraagt 6,7 km², de bevolkingsdichtheid is 48,8 inwoners per km².
De onderstaande kaart toont de ligging van Morêtel-de-Mailles met de belangrijkste infrastructuur en aangrenzende gemeenten.

## Demografie
Onderstaande figuur toont het verloop van het inwonertal.